# Folium de Descartes

Folium de Descartes para o parâmetro a=1

Em geometria, o Folium de Descartes é uma curva algébrica definida pela equação
{\displaystyle x^{3}+y^{3}-3axy=0\,}.
A curva faz um laço no primeiro quadrante com um ponto duplo na origem e assíntota
{\displaystyle x+y+a=0\,}.
A curva é simétrica para {\displaystyle y=x}.
Seu nome vem do latim folium que significa "folha".
A curva foi representada, juntamente com um retrato de Descartes, em um selo da Albânia em 1966.

## História
O folium foi proposto pela primeira vez por Descartes em 1638. A curva tornou-se famosa através de um incidente ocorrido durante o desenvolvimento do cálculo diferencial e integral. Descartes desafiou Fermat a encontrar a reta tangente à referida curva em um ponto arbitrário, uma vez que Fermat acabara de descobrir um método para encontrar retas tangentes. Fermat resolveu o problema facilmente, algo que Descartes foi incapaz de fazer. Desde que o cálculo foi inventado, a inclinação de uma reta tangente pode ser facilmente encontrada através da diferenciação implícita.

## Representando a curva graficamente
Uma vez que a equação é de 3º grau tanto em x como em y, e não pode ser fatorada, é difícil resolvê-la para uma das variáveis. No entanto, a equação em coordenadas polares é:
{\displaystyle r={\frac {3a\sin \theta \cos \theta }{\sin ^{3}\theta +\cos ^{3}\theta }}.}
que pode ser plotada com facilidade. Outra técnica é escrever y = px e resolver para x e y em termos de p. Este método origina as equações paramétricas
{\displaystyle x={{3ap} \over {1+p^{3}}},\,y={{3ap^{2}} \over {1+p^{3}}}}.
Pode-se notar que o parâmetro p está relacionado com o vetor posição da curva da seguinte forma:
- p < -1 corresponde ao "braço" inferior direito.
- -1 < p < 0 corresponde ao "braço" superior esquerdo.
- p > 0 corresponde ao laço da curva.

## Relação com a trissectriz de MacLaurin
O folium de Descartes relaciona-se com a trissectriz de Maclaurin por transformações afins. Para vermos isso, comecemos com a equação
{\displaystyle x^{3}+y^{3}=3axy\,},
E façamos uma mudança de variáveis para encontrar a equação em um sistema de coordenadas girado de 45 graus.
Isto equivale a definir: {\displaystyle x={{X+Y} \over {\sqrt {2}}},\,y={{X-Y} \over {\sqrt {2}}}.} No plano {\displaystyle X,Y} a equação é
{\displaystyle 2X(X^{2}+3Y^{2})=3{\sqrt {2}}a(X^{2}-Y^{2})}.
Se multiplicarmos a direção {\displaystyle Y} por um fator de {\displaystyle {\sqrt {3}}}, temos
{\displaystyle 2X(X^{2}+Y^{2})=a{\sqrt {2}}(3X^{2}-Y^{2})}
que é a equação para a trissectriz de Maclaurin.